# Hospice du Simplon
L'hospice du Simplon est un hospice appartenant à la congrégation du Grand-Saint-Bernard, situé en Suisse, sur le territoire de la commune de Simplon, au col homonyme. Sa mission d'accueil des voyageurs et des pèlerins est confiée à la congrégation des Chanoines réguliers du Grand-Saint-Bernard.

## Historique

L'hospice du Simplon, 1914-1918

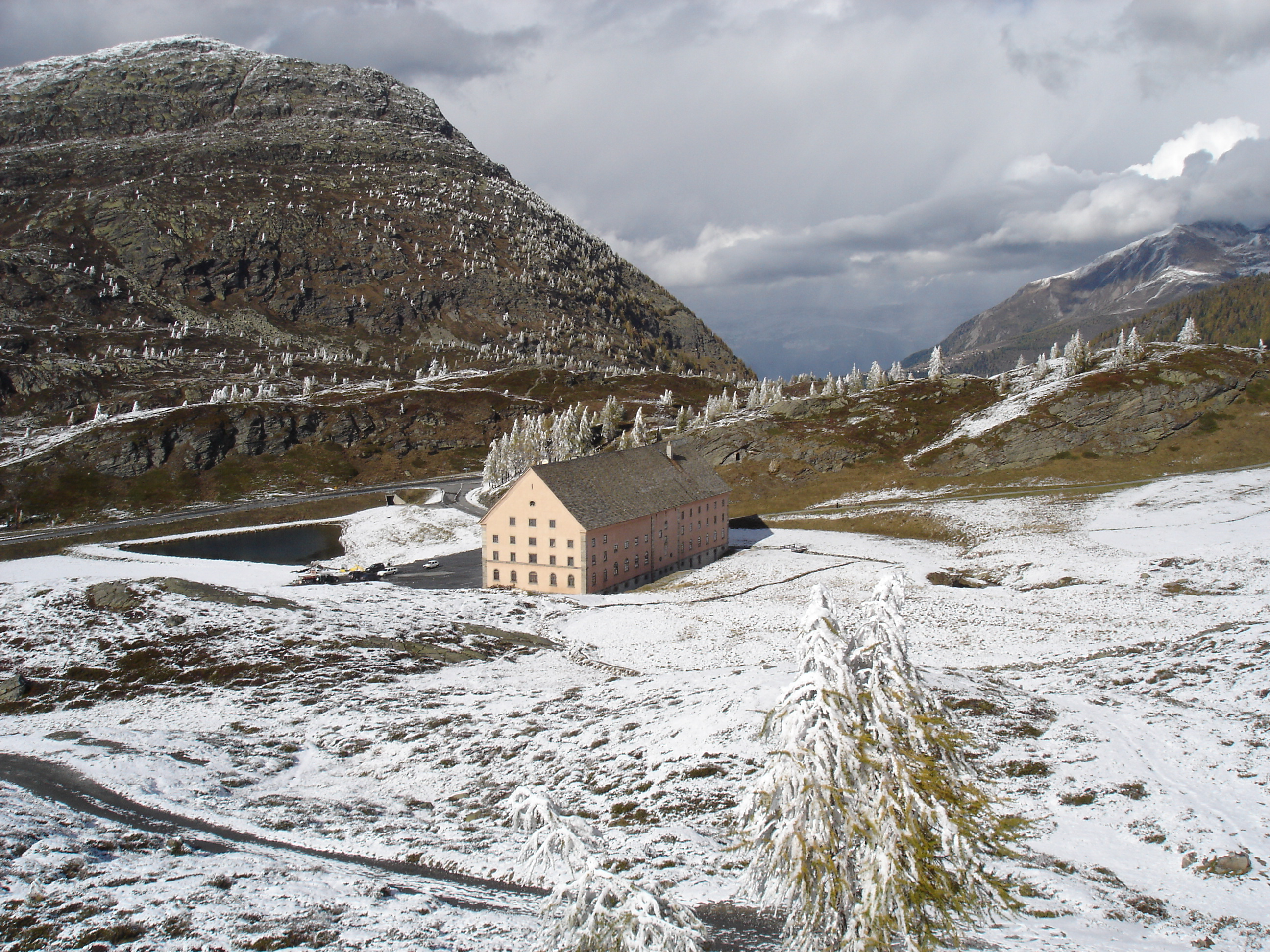
L'hospice du Simplon à la mi-octobre

Napoléon, qui avait apprécié l'utilité de l'hospice du Grand-Saint-Bernard lors de son passage en mai 1800, décide en février 1801 de la fondation d'un établissement similaire sur la nouvelle route de Genève à Domodossola par le Simplon. La république cisalpine doit selon les termes du décret doter annuellement l'hospice de vingt mille francs. Elle attribue en plus des fermes ayant appartenu à des monastères supprimés en Lombardie pour procurer un revenu supplémentaire au nouvel établissement. Cependant ce n'est qu'en août 1813 qu'est posée la première pierre, mais la construction est bientôt interrompue à cause de la défaite de Napoléon. Les Français abandonnent le Valais mettant fin au département du Simplon. Une longue période de tractation s'ensuit car ni le gouvernement du Valais, ni le chapitre de la congrégation du Grand-Saint-Bernard n'ont l'intention d'assumer seuls les frais de construction. Finalement les travaux reprennent en 1826-1827 à la charge de la congrégation selon les plans de l'architecte lausannois Henri Perregaux.
La bâtisse de plan rectangulaire mesure 64 mètres sur 20 mètres et peut contenir trois cents lits. La construction est achevée en novembre 1831 et Fabien Roten, évêque de Sion bénit l'hospice et consacre la chapelle le 20 juin 1832. L'électricité est installée en 1906 grâce à une turbine actionnée par les eaux du lac voisin de Rotelsch. Le chauffage central est installé en 1911.
L'hospice achète des terrains alentour pour son entretien et son bétail. Il doit héberger de plus en plus de monde. Ainsi une vingtaine de milliers de nuitées d'ouvriers italiens est enregistrée pour la seule année 1899. Le cardinal Ratti (futur Pie XI) y dort le 9 janvier 1911. L'hospice accueille à partir de 1933 des colonies de vacances d'été en faveur d'enfants de familles modestes. Elles cessent au début de la Seconde Guerre mondiale pour des raisons de coût. En 1940, le scolasticat de la congrégation y est installé, devenu collège alpin en 1946, afin d'y accueillir en plus des étudiants. Il ferme en 1951 pour être transféré à Lausanne.
En plus de ses activités d'hospitalité et de maison d'accueil, l'hospice du Simplon accueille des étudiants en vacances universitaires, ainsi que des sessions pour les propres étudiants en formation de la congrégation.
Le prieur de l'hospice du Simplon est depuis 2015 le chanoine François Lamon.